# Biblioteca Pública Meirinha Botelho
A biblioteca "Meirinha Botelho" é uma biblioteca pública municipal na cidade de Lavras, Minas Gerais. Conta atualmente com mais de dez mil associados, com cerca de cinco mil visitações ao ano e um acervo registrado em torno de 36 mil livros.
A biblioteca possui um público diversificado, atendendo toda a comunidade lavrense, de crianças a idosos.  Há um setor infantil e infanto-juvenil chamado "Monteiro Lobato", servindo como gibiteca com histórias em quadrinhos e livros voltados para essa faixa etária. Seu acervo possui os mais variados clássicos da literatura mundial, romances nacionais, livros de autores lavrenses, vasto material voltado para pesquisas, livros: espíritas, autoajuda, psicologia, filosofia, sociologia, educação, direito, administração, saúde, biologia, matemática, química e física; bem como romances: ingleses, americanos, portugueses, franceses, russos, brasileiros, alemães e também biografias.
A maioria do acervo tem como origem a doação da comunidade e de projetos de algumas organizações. A biblioteca busca atualizar seu acervo na medida do possível, assim sendo, possui alguns lançamentos dos últimos anos.

## História
Um dos primeiros bibliotecários de Minas Gerais, pelos idos de 1828, foi o padre Francisco de Assis Brasiel, que atuava na Livraria Pública de Vila de São João del-Rei, fundada pelo jornalista Baptista Caetano d’Almeida. Brasiel era um sacerdote mulato e gordinho, apelidado por “Padre Tutu”, e foi figura importante nos primeiros tempos da vila de Lavras, onde fora professor e promotor público.
Em 1908, foi inaugurada a biblioteca do Grupo Escolar de Lavras pelo prof. Firmino Costa. Nas palavras do ilustre professor, “a leitura talvez seja o melhor remédio contra os passatempos que atiram os homens fora da estrada do dever” e, por isso, a biblioteca escolar tinha a característica de ser também aberta a toda comunidade lavrense.
Ainda na primeira metade do Século XX, existia já uma biblioteca pública lavrense, que foi reorganizada e ampliada em 9 de dezembro de 1949 através de uma campanha promovida pela Sociedade dos Amigos de Lavras, cujo setor educativo era dirigido pela prof.ª Meirinha Botelho, auxiliada pelas professoras Nely Grego e Ester Pereira de Carvalho. Esta biblioteca ficava no prédio da prefeitura municipal, atual Casa da Cultura, sendo posteriormente transferida para as dependências do Instituto Gammon.
Quando a cidade de Lavras completou seu primeiro centenário, em 1968, o prefeito João Modesto promulgou lei criando a Biblioteca Pública “Meirinha Botelho”, em homenagem a Maria da Conceição Botelho, filha do ilustre lavrense dr. Álvaro Botelho, educadora que havia concorrido para a ampliação da biblioteca lavrense décadas antes.
A instalação efetiva da biblioteca ocorreria dez anos depois, em 20 de julho de 1978, pelo prefeito Maurício Pádua Souza. À época sua sede era o prédio “Henriqueta Tannehill”, no Colégio Carlota Kemper, sendo as primeiras bibliotecárias Diléia de Carvalho César e Haidê Vilela Machado. A carteirinha n.º 1 foi do estudante Renato de Carvalho Ribeiro. O acervo era composto de 2.543 livros na época.
Em 2018, a Biblioteca Pública “Meirinha Botelho” comemorou seu 40.º aniversário, contando com um respeitável acervo de 36.677 livros registrados e 11.121 usuários associados, recebendo cerca de cinco mil visitações ao ano, segundo dados das bibliotecárias.